# Vombisidris
Vombisidris es un género de hormigas perteneciente a la familia Formicidae, categorizado en la tribu Crematogastrini. Fue descrito por Barry Bolton en 1991.

## Especies
- Vombisidris acherdos Bolton, 1991
- Vombisidris australis (Wheeler, 1934)
- Vombisidris bilongrudi (Taylor, 1989)
- Vombisidris dryas Bolton, 1991
- Vombisidris harpeza Bolton, 1991
- Vombisidris humboldticola Zacharias & Rajan, 2004
- Vombisidris jacobsoni (Forel, 1915)
- Vombisidris lochme Bolton, 1991
- Vombisidris nahet Bolton, 1991
- Vombisidris occidua Bolton, 1991
- Vombisidris philax Bolton, 1991
- Vombisidris philippina Zettel & Sorger, 2010
- Vombisidris regina Bolton, 1991
- Vombisidris renateae (Taylor, 1989)
- Vombisidris umbrabdomina Huang & Zhou, 2006
- Vombisidris xylochos Bolton, 1991